# 石垣牛

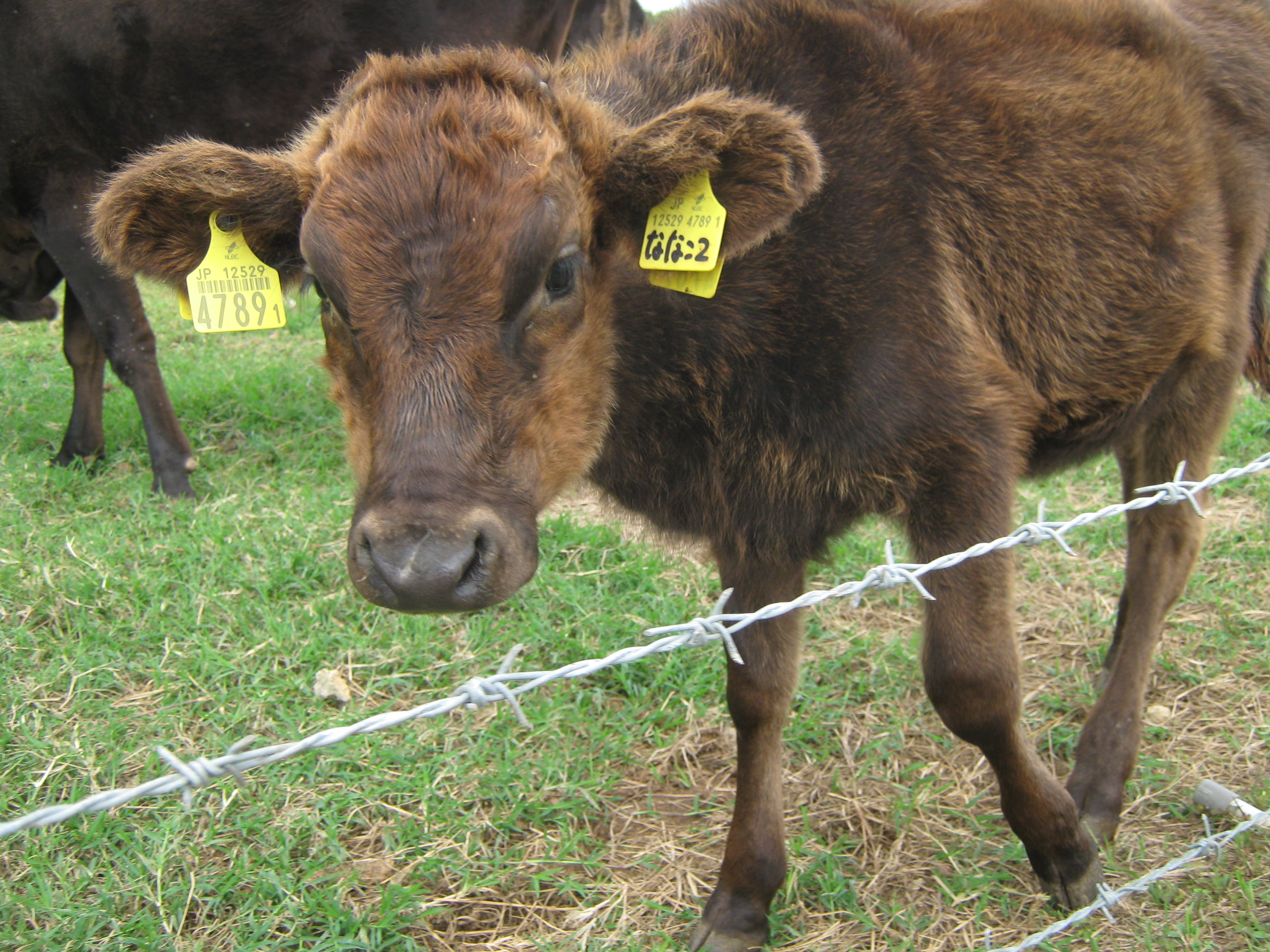
石垣牛

石垣牛，是指在日本沖繩縣石垣市及八重山郡（竹富町、與那國町）出産的黑毛和牛品種。
在日本最南端位置的八重山諸島，因氣侯溫暖畜產業特別是養牛業盛行，石垣牛因此成為當地名物。

## 定義
- 八重山郡内生産及育成，並有生産履歴證明書和登記書
- 生後後大概20個月以上在八重山郡内肥育而成
- 純種鼇黒毛和種去勢公牛和雌牛
- 去勢牛24-35個月、雌牛24-40個月內屠宰出品
- 分為5個等級:2、3級為銘產、4、5級為特選